# اهویلی
اهویلی (به فرانسوی: Ahuillé) یک کامین در فرانسه است که در Canton of Saint-Berthevin واقع شده‌است.

## خصوصیات
اهویلی ۲۸٫۹۷ کیلومترمربع مساحت و ۱٬۸۰۴ نفر جمعیت دارد و ۸۵ متر بالاتر از سطح دریا واقع شده‌است.